# Gloria Kemasuode
Gloria Kemasuode, född den 30 december 1979 är en nigeriansk friidrottare som tävlar på 100 meter. 
Kemasuode deltog vid Olympiska sommarspelen 2004 där hon var i final på 4 x 100 meter men laget slutade först sjua. Samma placering blev det vid VM 2005 då hon även var i final i stafett. 
Hon deltog tillsammans med Ene Franca Idoko, Halimat Ismaila och Oludamola Osayomi i det nigerianska stafettlag på 4 x 100 meter vid Olympiska sommarspelen 2008 som blev bronsmedaljörer efter Ryssland och Belgien. Vid samma mästerskap deltog hon även på 100 meter men blev utslagen i försöken.